# داج (نبراسکا)
داج(به انگلیسی: Dodge) شهری در ایالت نبراسکا کشور ایالات متحده آمریکا است که جمعیت آن در سرشماری سال ۲۰۱۰ میلادی، ۶۱۲ نفر بوده‌است.